# Cinquena esmena de la Constitució dels Estats Units

La Carta de Drets dels Estats Units en el National Archives and Records Administration.

La Cinquena Esmena (en anglès Fifth Amendment) de la Constitució dels Estats Units, la qual forma part de la Carta de Drets dels Estats Units, està relacionada amb el procediment legal. Les seves garanties provenen del Dret Comú Britànic, com es va establir en la Carta Magna el 1215. Per exemple, el Gran Jurat i el "degut procés" (en anglès Due Process).

## Text
El text de la cinquena esmena a la Constitució dels Estats Units diu així:
| « | (català) Cap persona no serà obligada a respondre d'un delicte capital, o altrament infame, llevat de denúncia o acusació d'un gran jurat, excepte en els casos que sorgeixin de les forces terrestres o navals, o de la milícia, quan estiguin realment de servei en temps de guerra o de perill general; ni tampoc cap persona serà posada dues vegades en perill de perdre la vida o algun membre pel mateix delicte; ni tampoc serà compel·lida en cap cas delictiu a ser un testimoni en contra seva, ni tampoc desproveïda de vida, llibertat o propietat sense el degut procés legal; ni tampoc serà la propietat privada requisada per ús públic, sense justa compensació. | (anglès) No person shall be held to answer for a capital, or otherwise infamous crime, unless on a presentment or indictment of a Grand Jury, except in cases arising in the land or naval forces, or in the Militia, when in actual service in time of War or public danger; nor shall any person be subject for the same offence to be twice put in jeopardy of life or limb; nor shall be compelled in any criminal case to be a witness against himself, nor be deprived of life, liberty, or property, without due process of law; nor shall private property be taken for public use, without just compensation. | » |